# If I Can Dream (album)
If I Can Dream è un album di raccolta del cantante statunitense Elvis Presley, pubblicato nel 2015 e realizzato con registrazioni di Presley accompagnate da nuovi arrangiamenti orchestrali curati dalla Royal Philharmonic Orchestra.

## Tracce
1. Burning Love – 3:31 (Dennis Linde)
2. It's Now or Never (featuring Il Volo) – 3:18 (Aaron Schroeder, Wally Gold)
3. Love Me Tender – 3:26 (Vera Matson, Elvis Presley)
4. Fever (featuring Michael Bublé) – 4:26 (Eddie Cooley, John Davenport)
5. Bridge over Troubled Water – 4:37 (Paul Simon)
6. And the Grass Won't Pay No Mind – 3:41 (Neil Diamond)
7. You've Lost That Loving Feeling – 4:00 (Barry Mann, Phil Spector, Cynthia Weil)
8. There's Always Me – 2:21 (Don Robertson)
9. Can't Help Falling in Love – 3:19 (Hugo Peretti, Luigi Creatore, George Weiss)
10. In the Ghetto – 3:13 (Mac Davis)
11. How Great Thou Art – 3:08 (Trad., arr. Robin Smith, Don Reedman, Nick Patrick)
12. Steamroller Blues – 3:10 (James Taylor)
13. An American Trilogy – 4:33 (Trad., arr. Mickey Newbury)
14. If I Can Dream – 3:12 (Walter Earl Brown)